# Баржта (герб)
Баржта (пол. Barzta) — польский шляхетский герб. Герб внесен в Часть 1 Гербовника дворянских родов Царства Польского.

## Описание
В щите с золотым ободком, прикреплённым золотыми гвоздями, в красном поле, от правого угла меч, от левого ключ вниз, крестообразно; в середине венок. В навершии корона без шлема, с тремя страусовыми перьями. По обеим сторонам щита по три знамени, из коих крайние голубые с золотою бахромою, а среднее красное. 

## История
Герб вместе с потомственным дворянством пожалован за усердную службу бывшему Президенту города Плоцка Ивану Бетхеру Высочайшею Грамотою Императора Александра I 8 февраля 1820 года.